# اورتون دا سیلوا اولیویرا
اورتون دا سیلوا اولیویرا (به پرتغالی: Everton da Silva Oliveira) هافبک اهل برزیل است که در شهر São Vicente، ایالت سائوپائولو و در تاریخ ۱۰ مارس ۱۹۸۳ به دنیا آمده‌است.
اورتون دا سیلوا اولیویرا در تیم‌های فوتبال سانتوس سابقهٔ حضور دارد.